# Refugio de Vida Silvestre Manglares El Morro
Das Refugio de Vida Silvestre Manglares El Morro befindet sich an der Pazifikküste von Ecuador. Das 100,3 km² große Schutzgebiet wurde am 13. September 2007 eingerichtet.

## Lage
Das Refugio de Vida Silvestre Manglares El Morro befindet sich in der Provinz Guayas. Das Schutzgebiet liegt im Norden des Golfs von Guayaquil und im äußersten Westen des Ästuars des Río Guayas. Das Schutzgebiet ist in zwei Sektoren aufgeteilt. Der Festlandsteil liegt 14 km östlich der Stadt Playas an der Mündungsbucht des kleinen Flüsschens Río Hondo. Es besitzt eine Fläche von 20,94 km² und grenzt an die Gewässer Estero El Morro und Estero El Salado. Der knapp 80 km² große Hauptteil des Schutzgebietes erstreckt sich über einen Teil des Estero El Morro, eine Meeresstraße, welche die Insel Isla Puná im Westen vom Festland trennt. Es beinhaltet die Islas Manglecito und die Felseninseln Farallones.

## Ökologie
Die Mangrove im Schutzgebiet ist in besonderem Maße dem salzhaltigen Meerwasser des Pazifischen Ozeans ausgesetzt. In dem Areal kommen vier Mangrove-Typen vor: mangle rojo („roter Mangrove“), mangle blanco („weißer Mangrove“), mangle jelí („grauer Mangrove“) und mangle negro („schwarzer Mangrove“). In dem Gewässer lebt eine Population des Gemeinen Delfins. Ferner befindet sich auf den Islas Manglecito eine etwa 6000 Individuen zählende Kolonie von Prachtfregattvögeln. Auf den Felseninseln Farallones leben Graupelikane und Blaufußtölpel. In der Tierra Firme im Festlandsteil des Schutzgebietes befindet sich ein Trockenwald.